# Kupinin
Kupinin – wieś w Polsce położona w województwie wielkopolskim, w powiecie kolskim, w gminie Dąbie.
Wieś szlachecka Kupienino położona była w drugiej połowie XVI wieku w powiecie łęczyckim województwa łęczyckiego. W latach 1975–1998 miejscowość administracyjnie należała do województwa konińskiego.